# Popudinské Močidľany
Popudinské Močidľany (maďarsky Szentistváncoborfalva, německy Poppodin-Motschidlen, Poppodin-Motschidlen) jsou obec na Slovensku, v okrese Skalica v Trnavském kraji. Žije v ní 963 obyvatel. Leží na obou březích řeky Chvojnica.Obec vznikla v roce 1957 sloučením obcí Popudiny a Močidľany. V obci stojí římskokatolický kostel svatého Štěpána a kostel svatého Šimona a Judy.

## Název

### Popudiny
- 1773 – Popudin, Popudiny
- 1786, 1808, 1863–1888 – Popudin
- 1892–1907 – Szentistvánfalu
- 1913 – Szentistvánfalva
- 1920 – Popudin, Popudiny
- 1927–1957 – Popudiny

### Močidľany
- 1773 – Mocsidlan, Mocžidlany
- 1786 – Mocschidlan, Močidľany
- 1808 – Mocsidlán, Močidľany
- 1863, 1888 – Mocsidlán
- 1873–1882 – Mocsidlan
- 1892–1907 – Coborfalu
- 1913 – Coborfalva
- 1920–1957 – Močidľany[2]

## Pamětihodnosti
- Římskokatolický kostel svatého Štěpána krále v části Popudiny, jednolodní barokně-klasicistní stavba s polygonálním ukončením presbytáře, transeptu a představěnou věží z roku 1831. Interiér je zaklenut valenou klenbou. Nachází se v něm hlavní oltář z roku 1930. Zařízení kostela je novodobé.[3] Fasády jsou hladké se segmentovým ukončením oken se šambránami. Věž je členěna lizény a ukončena korunní římsou s terčíkem s hodinami, nad kterou je krátká nadstavba a jehlancová helmice.
- Římskokatolický kostel svatého Šimona a Judy v části Močidľany je dvoulodní klasicistní stavba s polygonálním ukončením presbytáře, transeptu a věží tvořící součást stavby z roku 1802. Boční loď je novodobá přístavba, hlavní loď je zaklenuta valenou klenbou. Zařízení kostela je novodobé, hlavní oltář je z roku 2008.[4] Kostel má fasády členěné lizénovým rámem se segmentově ukončenými okny. Věž je členěna lizény a ukončena jehlanovou helmicí.
- Koryto potoka Chvojnica je chráněno jako stejnojmenná přírodní památka.

## Galerie

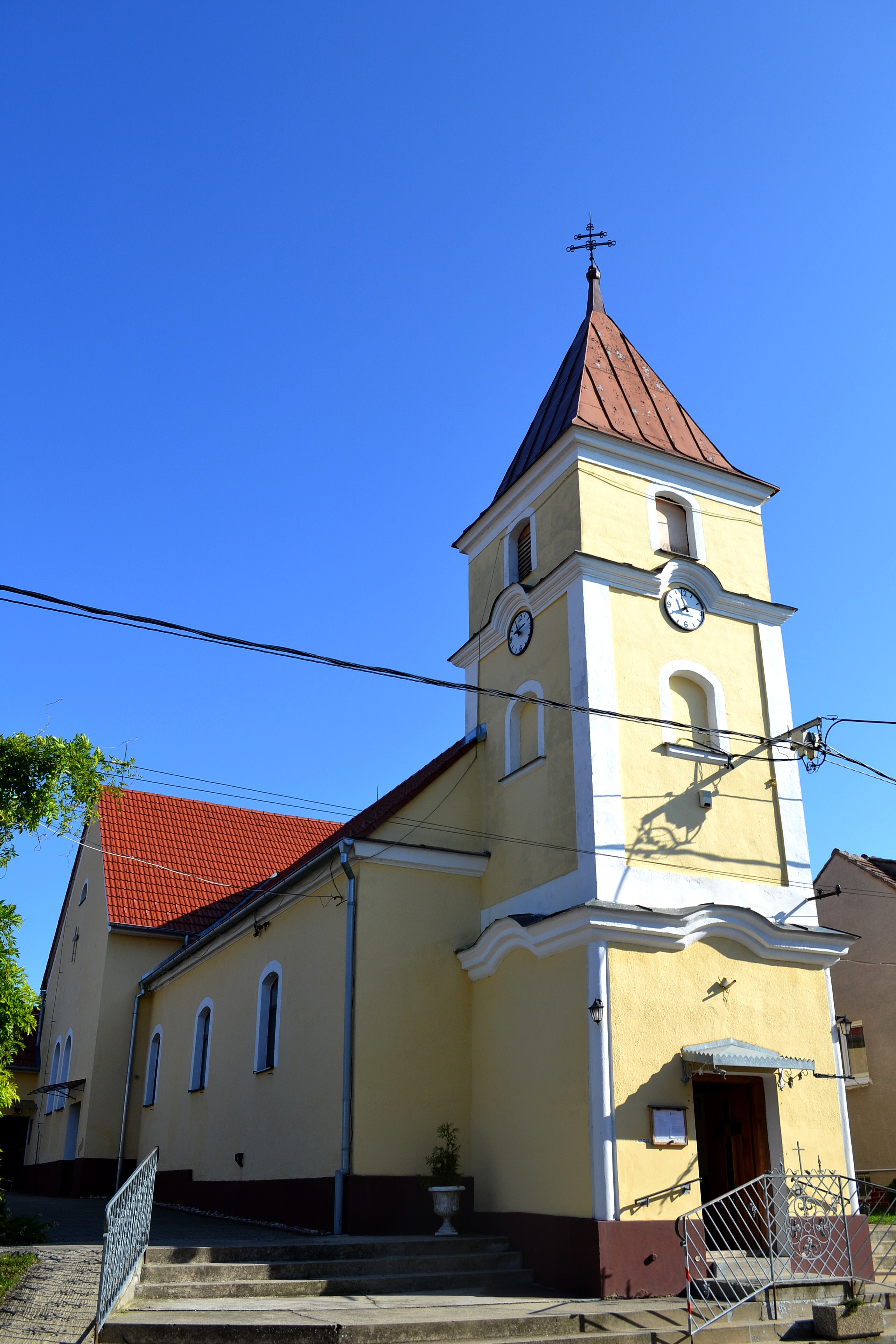
Věž kostela svatého Štefana Krále
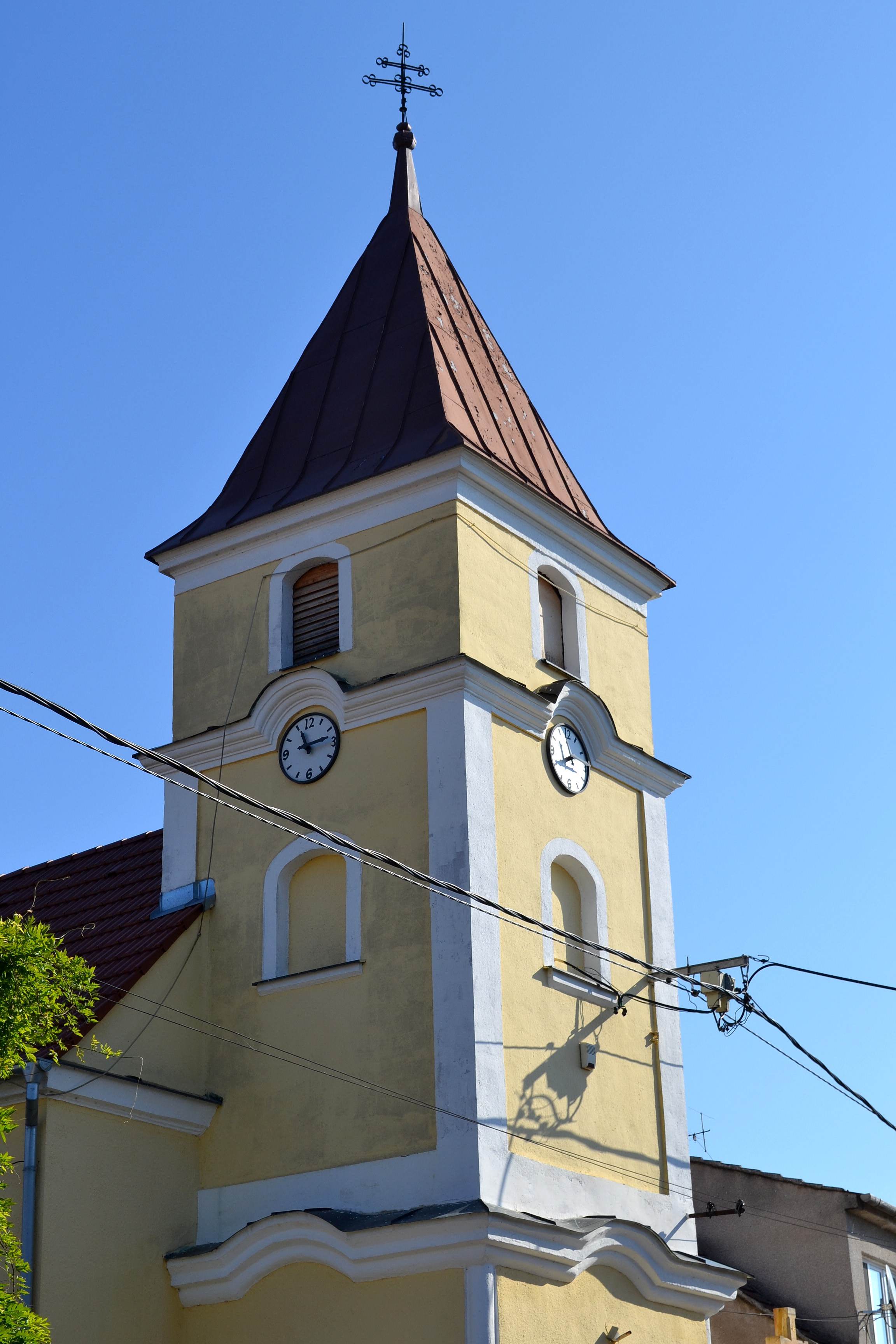
Věž kostela svatého Štefana Krále
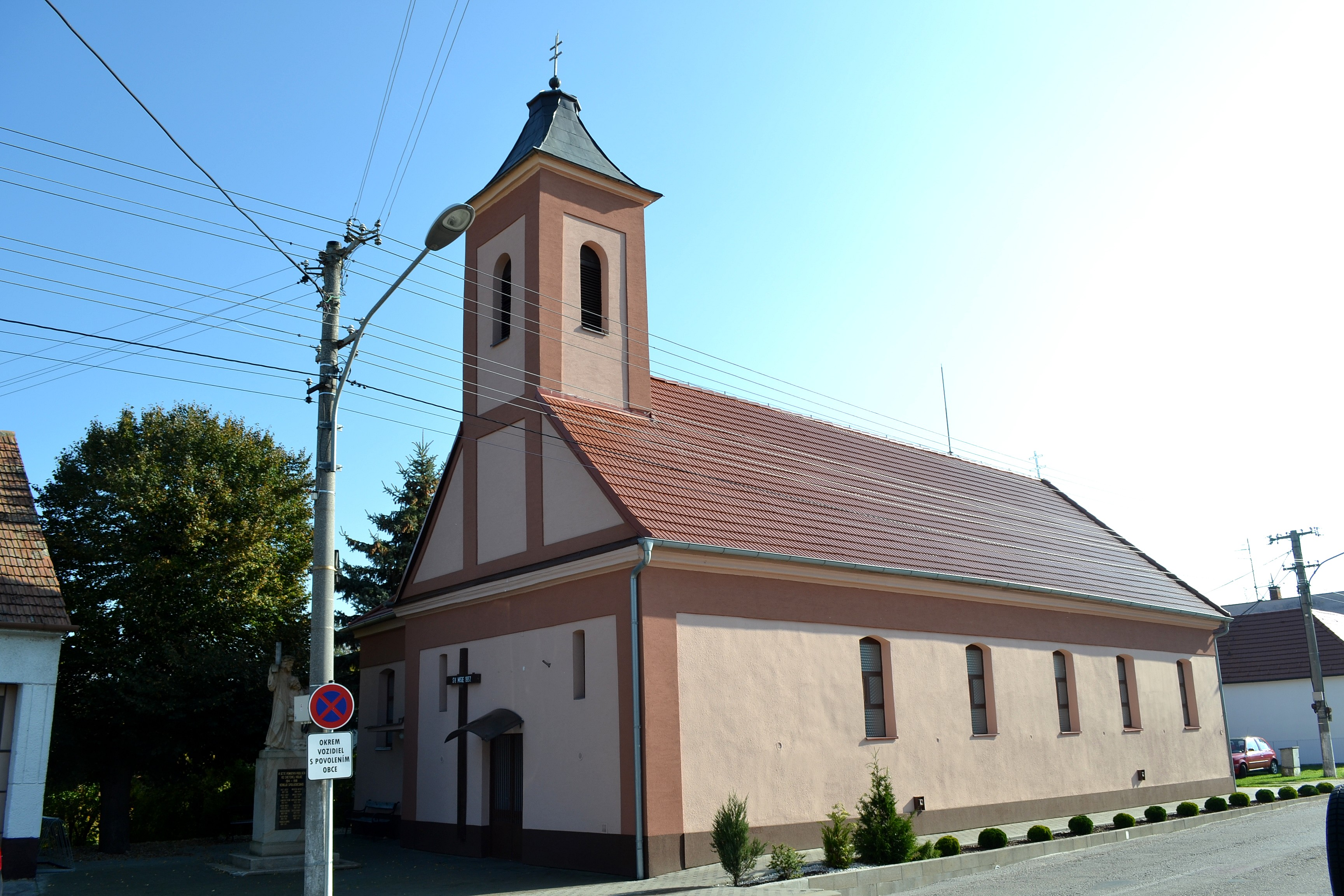
Kostel svatého Šimona a Judy
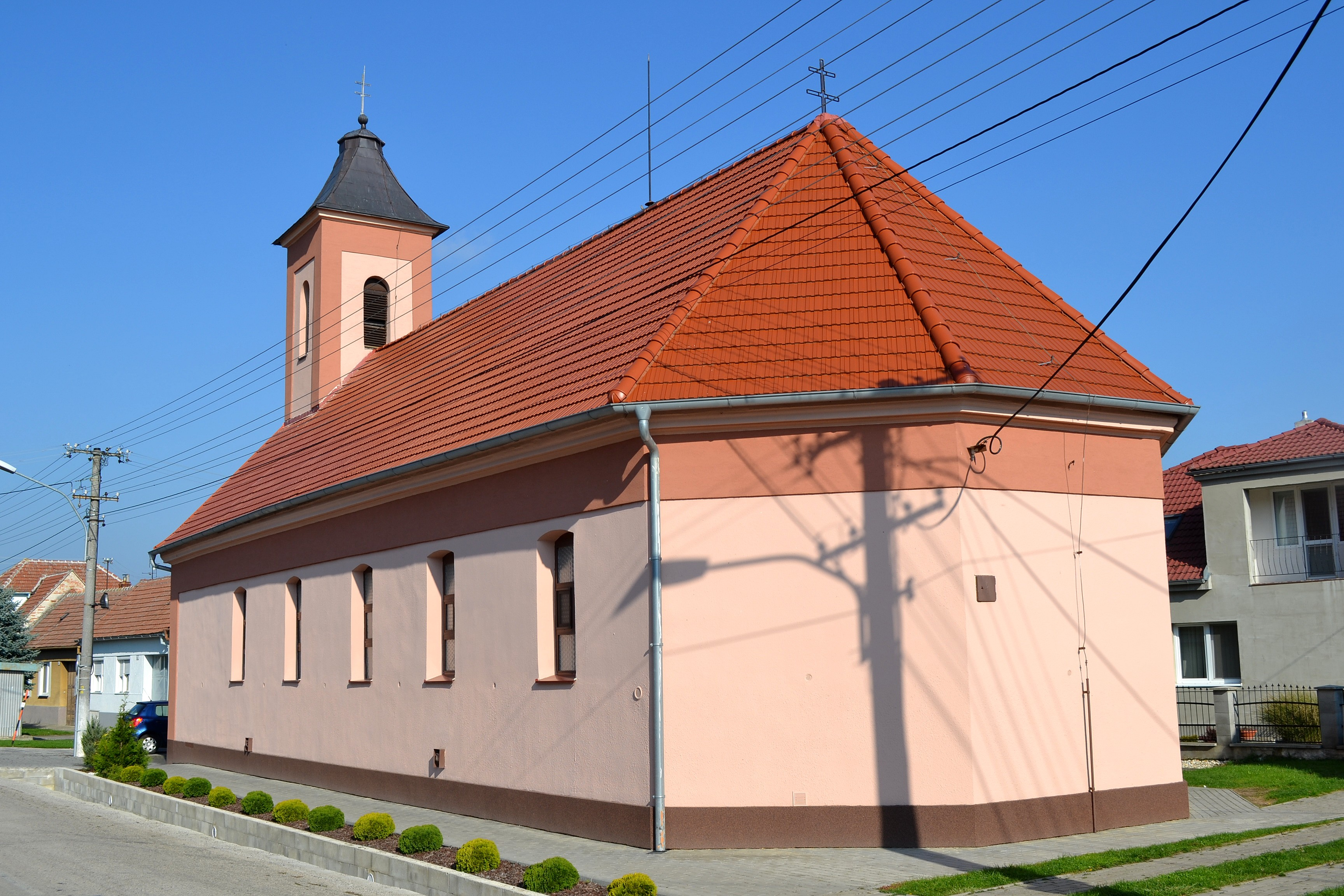
Kostel svatého Šimona a Judy

## Partnerské obce
- Ratíškovice, Česko